# TeXmaker
TeXmaker là phần mềm soạn thảo văn bản hỗ trợ định dạng LaTeX với các tính năng tô màu cú pháp, biên dịch tài liệu bằng click chuột thay vì nhập dòng lệnh; các công cụ tạo ra các cấu trúc (danh sách, bảng, chèn hình vẽ,...), soát lỗi chính tả, gợi ý thông minh (intellisense).
Tác giả, Pascal Blanchet là giáo viên trường trung học ở Pháp (Lycée B.Palissy - Agen).

## Ưu điểm
- Khá tiện lợi với những người mới sử dụng, nhất là các tính năng wizard tạo ra mẫu sẵn cho văn bản, tính năng lập bảng, và kể từ phiên bản 1.7 là intellisense (gợi ý hoàn thiện câu lệnh).
- Có sẵn bảng chọn gồm hơn 370 ký hiệu toán học.
- Di chuyển nhanh chóng giữa các cấu trúc (structure) bằng phím Tab. Ngoài ra, các cấu trúc cũng được hiển thị bằng dấu • trên cửa sổ soạn thảo. Tính năng này mới có trong phiên bản 1.9.9.
- Kèm theo trình xem file PDF. Với sự hỗ trợ của synctex (mới có từ phiên bản 2.0), từ một chỗ trong file PDF, người dùng có thể di chuyển con trỏ soạn thảo đến điểm tương ứng trong file nguồn.
- Bảng câu lệnh PSTricks, MetaPost và Asymptote.
- Cửa sổ soạn thảo với phông chữ Unicode, cho phép viết văn bản đa ngôn ngữ.
- GUI đẹp.
- Chạy trên nhiều hệ điều hành. Riêng trên Windows có bản cài đặt và bản không cần cài đặt, tiện dụng khi chạy từ thẻ nhớ (USB).

## Nhược điểm
- Kích thước của phần mềm khá lớn so với một số phần mềm cùng dạng (chẳng hạn WinShell).
- Tốc độ biên dịch chương trình chậm, chẳng hạn so với Kile.[2]

## Kĩ thuật phần mềm
TeXmaker được lập trình chủ yếu bằng C++ dùng bộ công cụ Qt (phiên bản mới nhất của TeXmaker dùng Qt4).